# Chapelle Notre-Dame-des-Bois de La Suze-sur-Sarthe
La Chapelle Notre-Dame-des-Bois, du XIIe siècle, est située au sud de la commune de La Suze-sur-Sarthe, dans le département de la Sarthe, à proximité de la route départementale 31, menant à Cérans-Foulletourte, au lieu-dit La Chapelle.

## Histoire
Les rares éléments connus du Moyen Âge remontent au Ve siècle. Selon la coutume locale, un ermite, vivant dans la forêt de Longaulnay, dans le bois de Minclou, avait fixé une statuette de la Vierge Marie, surnommée Mariette, au tronc d'un arbre, et de nombreux chrétiens venaient la visiter. Devenu lieu de culte, une chapelle est construite à cet endroit. Son autel, dit-on, repose sur la souche d'un vieux chêne.
Ce n'est qu'au début du XIe siècle que le seigneur de Roëzé-sur-Sarthe, Lodon, fait don, entre autres, de cette chapelle aux bénédictins de l'Abbaye de la Couture du Mans. À partir de cette date, la « Mariette des Bois » fait partie du prieuré de Roëzé-sur-Sarthe, dépendant de ladite Abbaye. Un des prieurs demeure en la chapelle.
Au cours du XVIe siècle, le prieuré tombe sous le régime de la commende.
Quelques rois de France de la branche des Valois, qui viennent souvent chasser en forêt de Longaulnay, ont dû venir prier en cet endroit, et notamment Philippe VI dans la première moitié du XIVe siècle, lors de ses séjours à La Suze. Deux siècles plus tard, l'épidémie de peste et deux crues de la Sarthe amènent de plus en plus de pèlerins à se recueillir en la « chapelle de Mariette ».

## Description
Située au bout d'une petite impasse perpendiculaire à la route départementale, la chapelle offre en première vue son pignon ouest, celui du portail, surmonté d'un clocheton de bois couvert en ardoise, prolongé d'une croix, abritant la cloche. Le bâtiment d'architecture romane est de plan simple, nef rectangulaire prolongée d'un chœur à chevet plat de moindre largeur auquel on accède par un passage voûté en plein cintre, mais de hauteur hauteur importante. Élevé d'un appareillage classique en petit moellons de grès roussard, avec chaînages du même grès, moellons de pierre de taille pour le portail, l'édifice présente aujourd'hui de nombreuses incrustations de brique rouge, dues aux rebouchages d'ouvertures et divers remaniements antérieurs.
Le plafond de la nef est apparenté à ceux des habitations de la même époque, et semble indiquer qu'une pièce de vie se trouvait à l'étage ; on remarque en effet une issue à cette pièce en sous-pente depuis le chœur, ainsi que deux ouvertures sur l'extérieur, pour y apporter de la lumière.

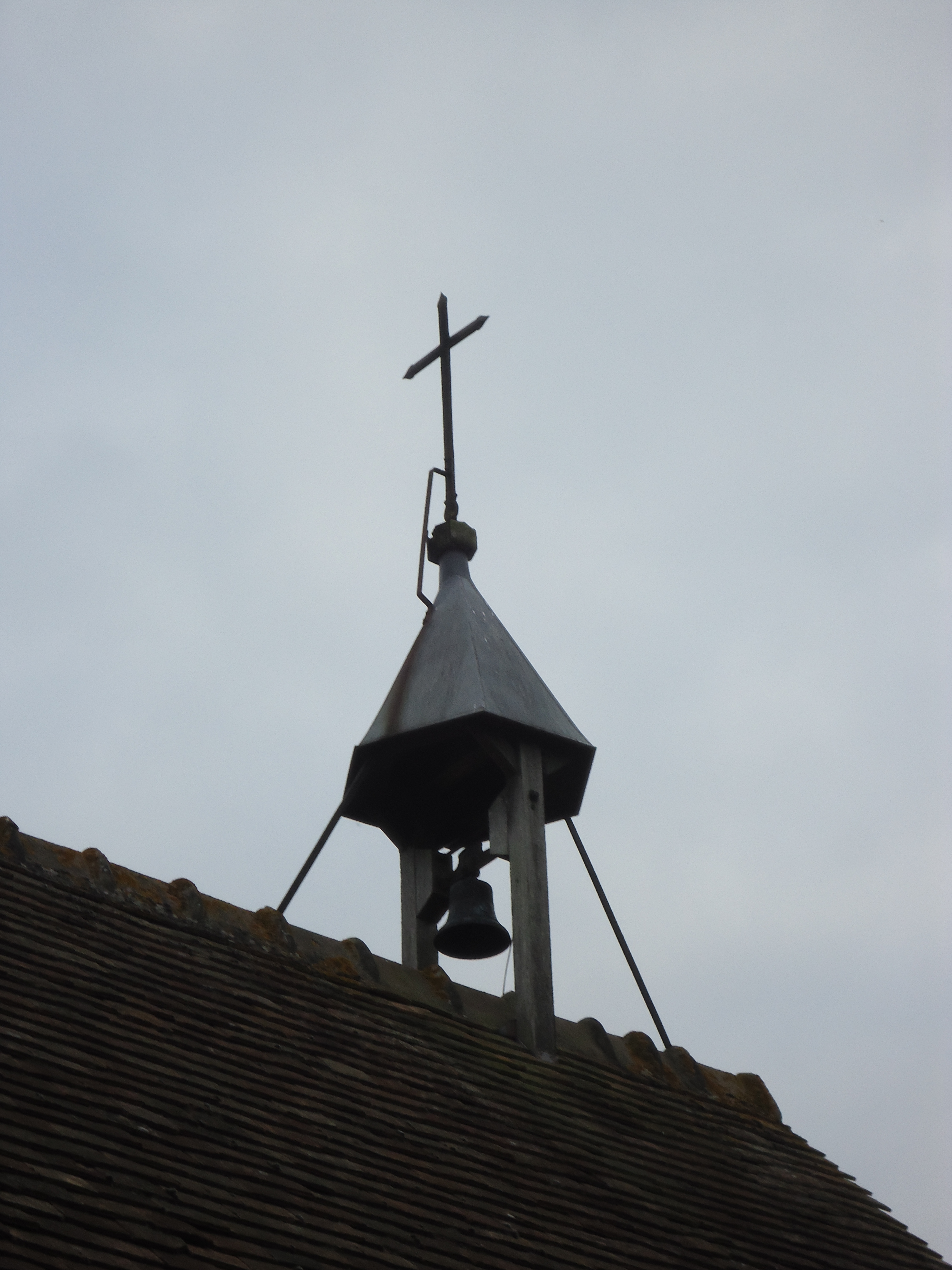
Le clocheton.
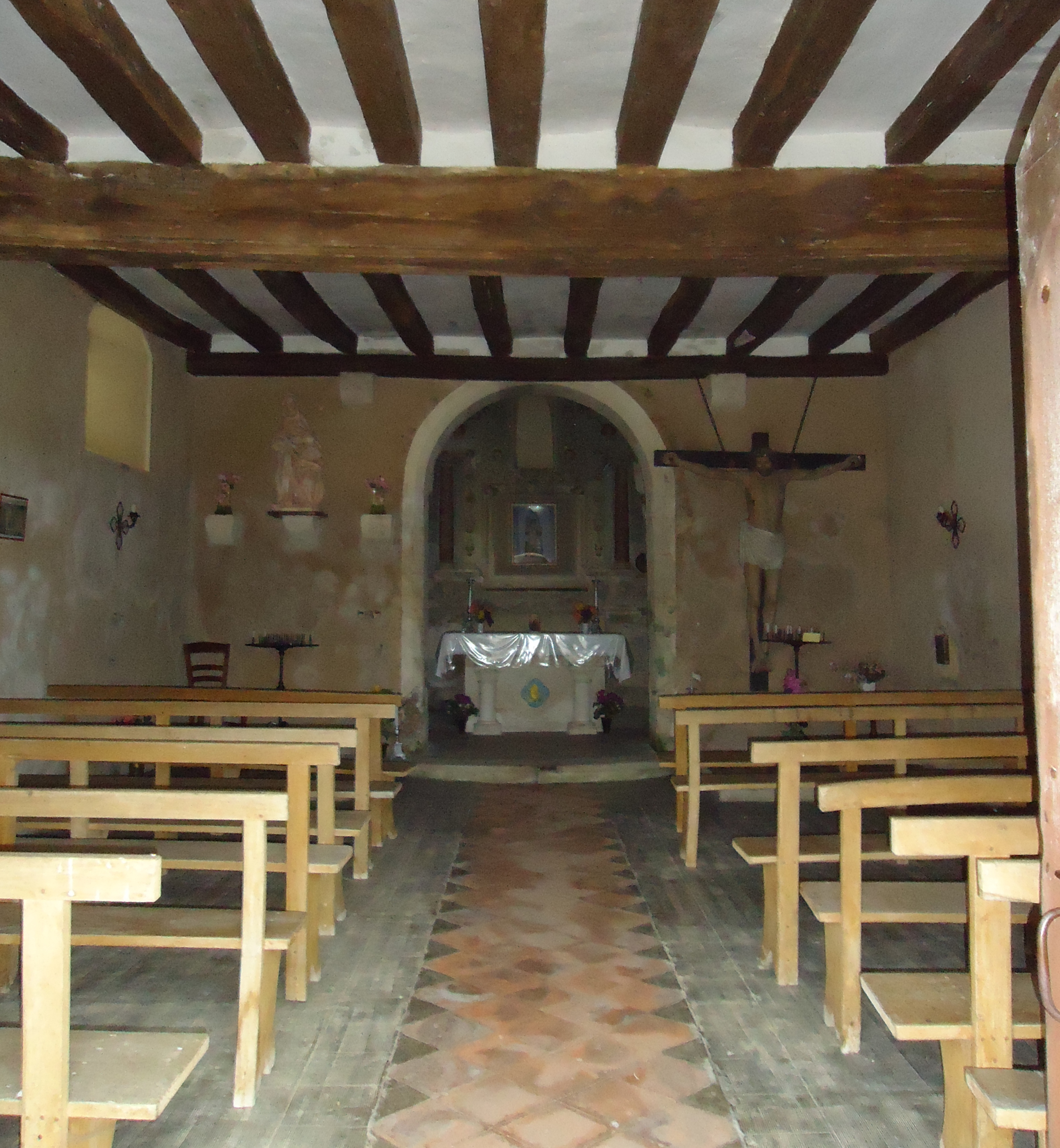
La perspective intérieure.
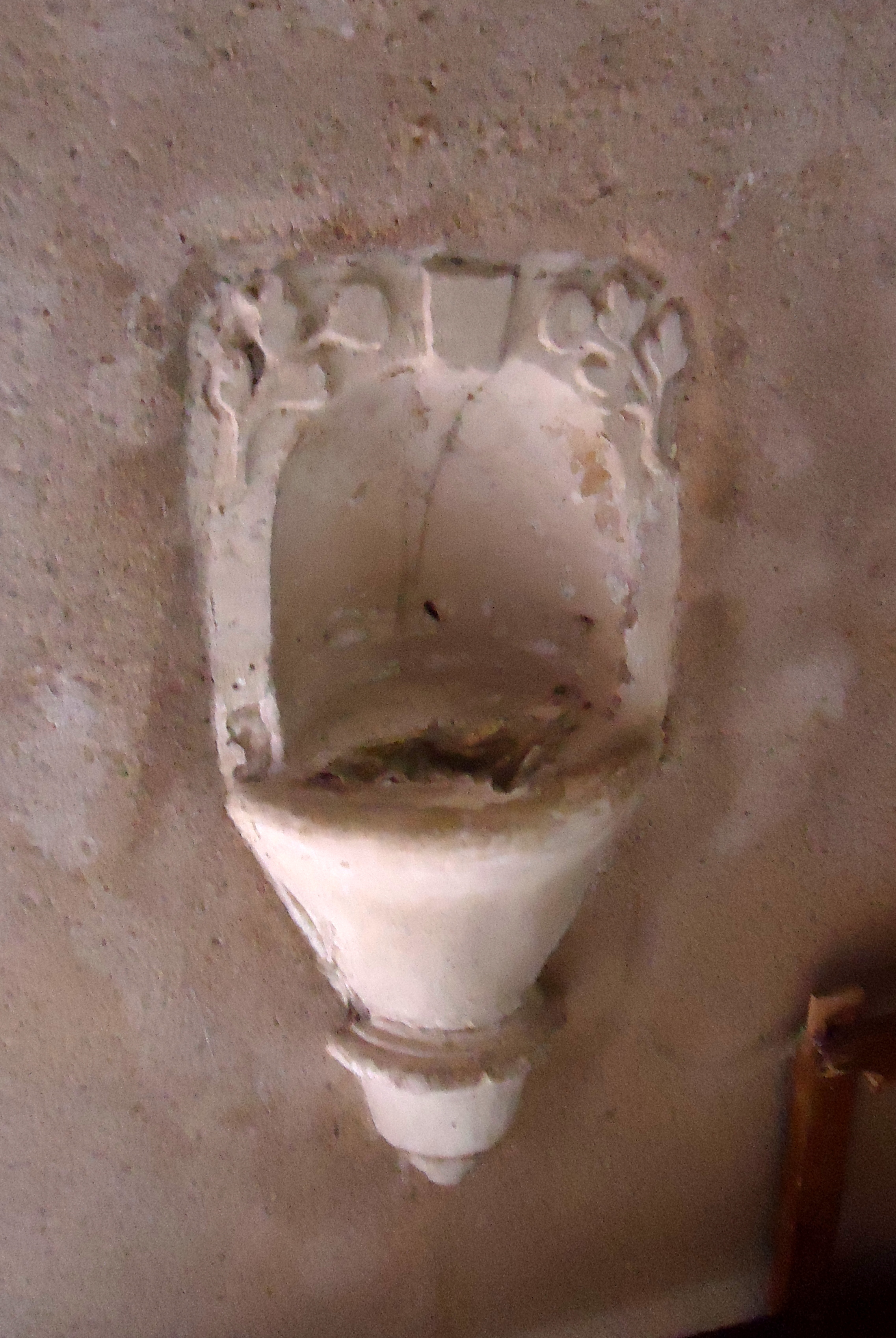
Le bénitier.

## Mobilier
La chapelle renferme, outre un groupe sculpté en terre cuite intitulé L'éducation de la Vierge, de la fin du XVIe ou début du XVIIe siècle, classé monument historique au titre d'objet en 1977, un retable en pierre et bois peint abritant une statue en bois polychrome, du XIIe ou XIIIe siècle, intitulée Vierge en Majesté, représentant la Vierge présentant l'Enfant Jésus tenant lui-même un globe en main droite et un livre en main gauche.

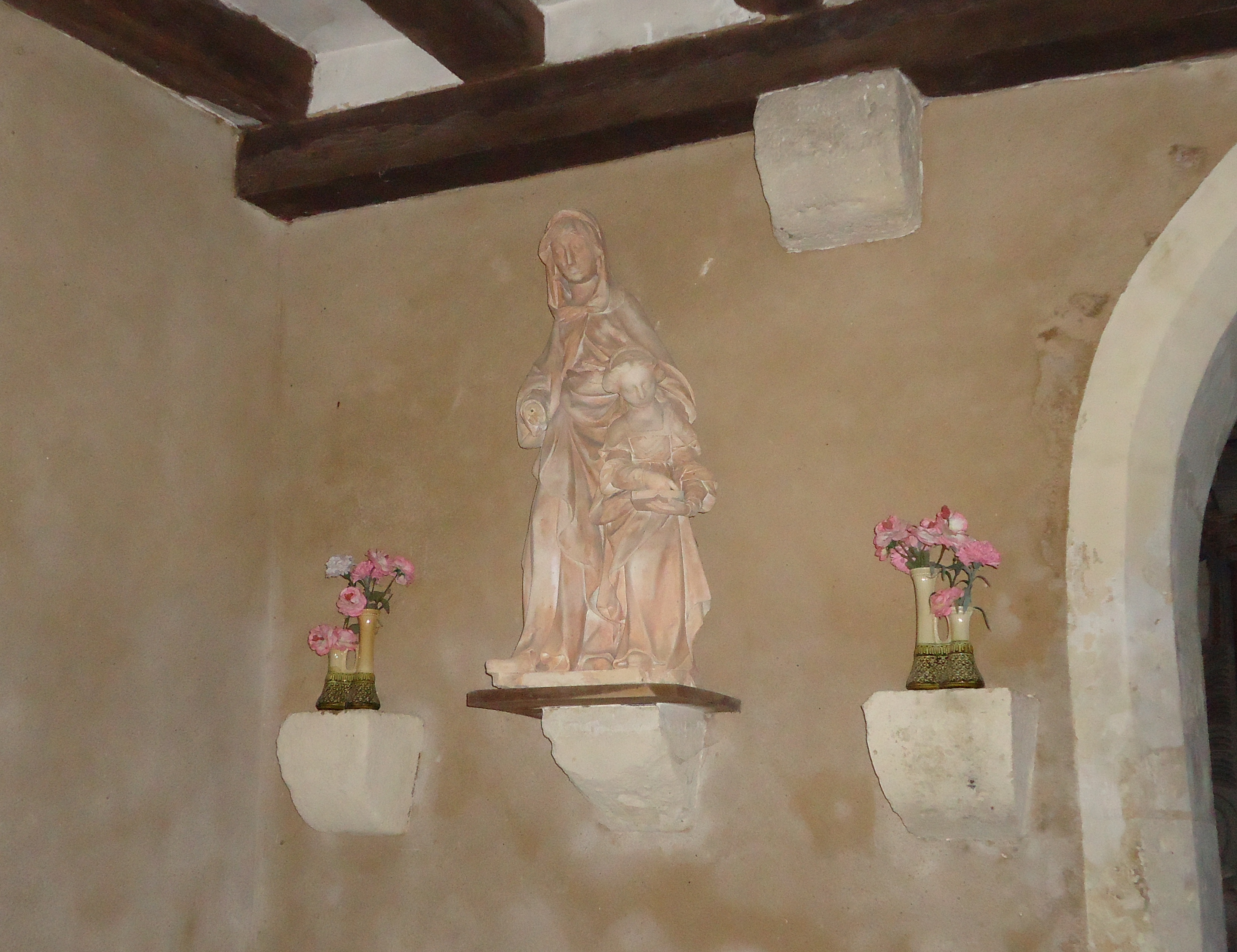
Le groupe sculpté.
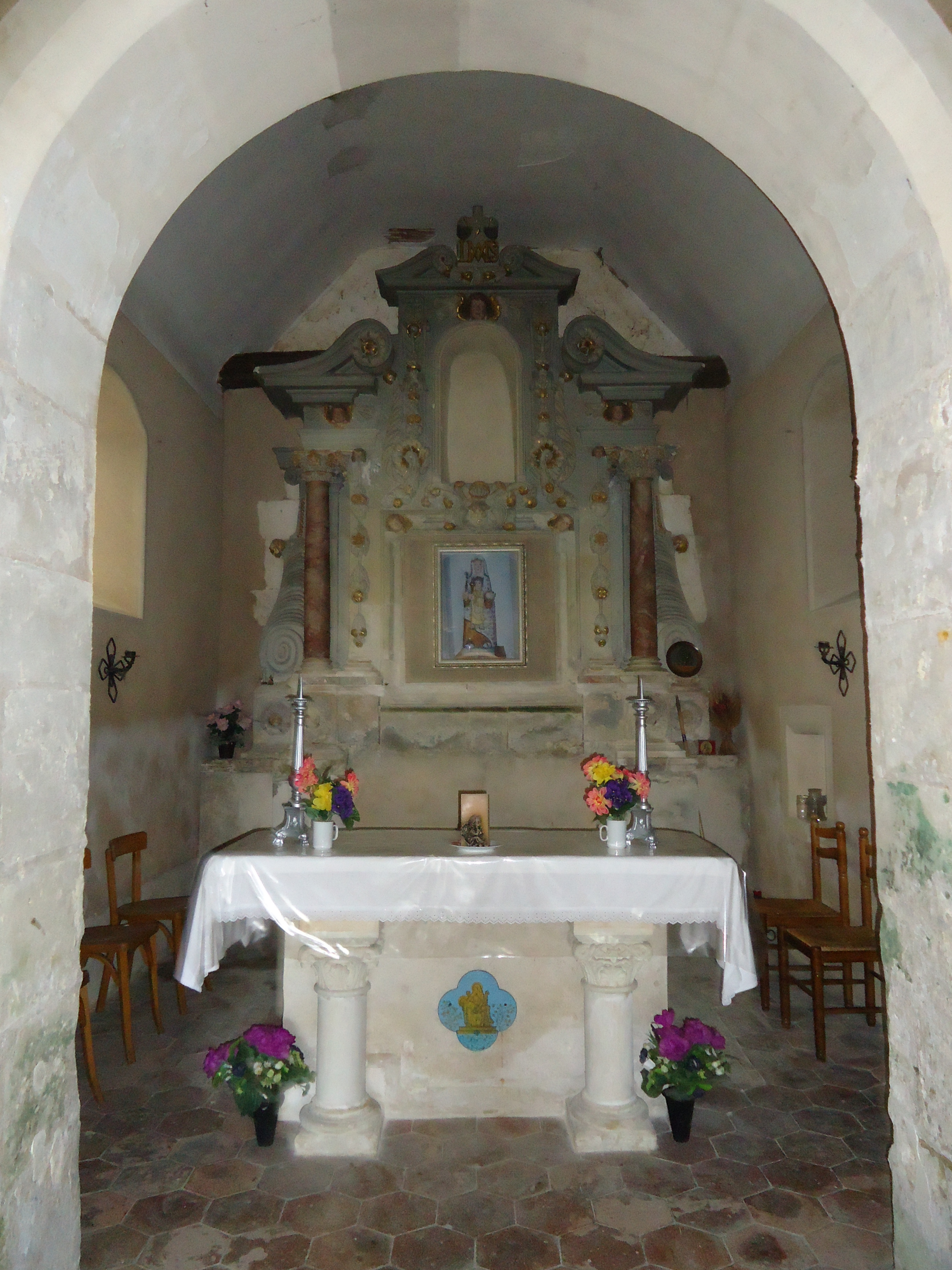
Le retable du maître-autel.

De très nombreux ex-votos à connotation militaire sont visibles dans la nef, notamment sur le mur sud, indiquant que le culte à la Vierge est en faveur des soldats et disparus des guerres.